# Seymour Fünger
Seymour Fünger (* 18. Mai 2002) ist ein deutscher Fußballspieler.

## Karriere
Nach seinen Anfängen in der Jugend der SG Rommerskirchen/Gilbach wechselte er im Sommer 2013 in die Jugendabteilung von Bayer 04 Leverkusen. Für seinen Verein bestritt er 30 Spiele in der B-Junioren-Bundesliga, zehn Spiele in der A-Junioren-Bundesliga und drei Spiele in der Saison 2019/20 in der UEFA Youth League, bei denen ihm insgesamt drei Tore gelangen. Im Sommer 2021 erfolgte sein Wechsel in die Regionalliga West zum SC Fortuna Köln.
Im Sommer 2022 wechselte er zum Drittligisten Hallescher FC und kam dort auch zu seinem ersten Einsatz im Profibereich, als er am 6. August 2022, dem 2. Spieltag, bei der 0:2-Heimniederlage gegen Dynamo Dresden in der 84. Spielminute für Jannes Vollert eingewechselt wurde. Sein Vertrag in Halle wurde im Sommer 2023 aufgelöst.
Zur Saison 2023/34 kehrte Fünger in die Regionalliga West zurück und schloss sich der zweiten Mannschaft von Fortuna Düsseldorf an. Nach 11 Ligaeinsätzen (alle in der Startelf) stand er Mitte Dezember 2023 unter Daniel Thioune erstmal bei der Profimannschaft in der 2. Bundesliga im Spieltagskader, wurde jedoch nicht eingewechselt.
Im Juni 2024 gab Fortuna Köln die Rückkehr von Fünger zur Spielzeit 2024/25 bekannt.